# Gametofito
Il gametofito è la fase aploide del ciclo di sviluppo dei vegetali. Nelle forme più primitive risulta maggiormente sviluppato, mentre si riduce progressivamente nelle specie più evolute.
Alla base dei principali processi evolutivi che coinvolgono il gametofito si osserva un fenomeno di neotenia che, insieme alla riduzione degli organi fiorali, accelera lo sviluppo e la riproduzione, favorendo la colonizzazione di ambienti climaticamente estremi.
Tra i gametofiti bisessuali (capaci di generare sia gameti maschili che femminili) si annoverano quelli delle Bryophyta (briofite) e delle Pteridophyta (pteridofite) isosporee.

## Gametofito femminile
Già nelle Pteridophyta eterosporee il gametofito femminile rimane legato allo sporangio fino alla fecondazione, ma non sussiste nessun legame trofico, poiché rimane separato dai tessuti dello sporofito parentale dalla parete della macrospora. Successivamente si instaura un profondo legame trofico tra le generazioni. La teoria della scomparsa dell'archegonio di battaglia considera il processo di sviluppo del gametofito diviso in 3 parti: 
- Sporogenesi: porta alla formazione della tetrade megasporiale. La cellula inferiore (calazale) diventa la cellula iniziale del gametofito (monosporiale). In alcune angiosperme può mancare la parete divisoria alla II divisione meiotica (gametofiti bimega-sporiali) o a entrambe le divisioni (gametofiti tetramega-sporiali).
- Somatogenesi: dalla megaspora alla cellula iniziale dell'archegonio (esclusa). Dopo uno stato iniziale di vacuolizzazione iniziano le divisioni (da 3 nelle angiosperme a 13 nel Ginkgo). Nella prima divisione i due nuclei si pongono alle due estremità del gametofito (polarizzazione), ma nelle gimnosperme si annulla questa polarizzazione con la proliferazione cellulare. Successivamente si ha un processo di membranizzazione (cellule mononucleate in genere, in Welwitschia nel micropilo 2, nel resto anche 12, in Gnetum 1, nel micropilo, 4 antipodi, apocizio al centro, nelle angiosperme 1, tranne 2 nel nuclei proendospermatici). Alcune cellule micropilari interrompono le divisioni, si accrescono e si differenziano nelle cellule iniziali dell'archegonio. Nelle gimnosperme le mitosi somatogenetiche formano l'endosperma primario (in Gnetum e Welwitschia si bloccano le divisioni con la cellularizzazione e si hanno fusioni simili a quelle del nucleo dell'endosperma secondario nelle angiosperme) in primitive angiosperme poliantipodia.
- Gametogenesi: dalla cellula iniziale dell'archegonio alla cellula uovo. La I divisione gametogenica da cellula primaria del collo (c.p.c.) e sotto la cellula centrale. La c.p.c. si divide una o più volte per dare le cellule del collo (n. variabile). La cellula centrale ha la I divisione per dare la cellula del canale del ventre e la vera oosfera col nucleo ovarico aploide. In seguito si ha l'oomorfogenesi con riassorbimento della cellula del canale del ventre (la parete non si è formata nelle Coniferopsida). In Welwitschia e in Gnetum non si ha nessuna divisione gametogenica, si ha solo sviluppo dell'oosfera (In W. binucleate in G. ancora più semplici) come nelle angiosperme una sola cellula fertile (eccezionalmente 2).

### Tipi di Gametofito femminile
- Tipo Selaginella: sviluppo della macrospora all'interno dello sporangio, ma assenza di legame trofico tra le generazioni. Simile anche nelle Lepidospermae con megasporofilli ordinati in coni come Gimnosperme
- Tipo generale delle gimnosperme 8-13 divisioni somato. 2 divisioni gametogenetiche.
- Taxus 8 divisioni somato. 1 divisione gameto.
- Welwitschia 10-11 divisioni somato. Senza divisioni gameto (le cellule binucleate residuo di archegonio).
- Gnetum 8-10 divisioni somato. Senza divisioni gameto (scompare ogni traccia di archegonio, comunque multiovulata).
- Angiosperme: riduzione delle divisioni somatogenetiche (3-2-1). Senza divisioni gameto. Situazione mono-ovulata. 
  - Primitive poliantipodia Monosporiali.
  - Mono-megasporiali
    - Tipo Polygonium (normale 3 div gameto)
    - Tipo Oenothera (megaspora micropilare 2 divis. gametog).

- Dimegasporiali
  - Tipo Allium (o scilla) con 2 div gameto, gametofito ottonucleato
- Tetramegasporiali
  - tipo Adoxa con 1 div gameto, gametofito ottonucleato.
  - tipo Fritillaria 2 divazione gameto endosperma pentanucleato,
  - tipo Plumbagella 1 divis come fritillaria (no antipodi-sinergidi)
  - tipo Tulipa con ciclo diplobionte.

## Gametofito maschile
Ulteriore semplificazione rispetto gametofiti di pteridophyta eterosporee. 
- tipo Selaginellales: la prima divisione forma una cellula protallare linticellare omologa a rizoide ed una più grande che da 8 cellule parietali sterili e 2/4 cellule centrali (spermatogene), che in pratica formano l'anteridio. Le cellule parietali si sciolgono e le centrali danno spermatidi rotondeggianti da cui derivano spermatozoidi con 2 flagelli apicali che, solo a questo punto, fuoriescono dall'involucro della microspora.
- Gimnosperme: una prima divisione da cellule lenticolari del protallo in numero variabile (da 40 in Araucaria a 2 in generale fino ad 1), l'altra è una cellula madre dell'anteridio. Questa dà la cellula generativa e la cellula vegetativa o del budello pollinico che occupa tutto il granulo. La cellula generativa piccola da cellula peduncolare (omologa alle cellule sterili anteridiali) basale e cellula spermatogena che da due cellule spermatiche che liberano 2 spermatozoidi ancora provvisti di ciglia (anche 20000 flagelli) [in Microcycas anche 20 spermatozoido], in molte Gimno e tutte Angio no flagelli gameti direttamente da cell spermatiche, in Taxus e Gnetae e soprattutto Angio i protalli maschili ridotti a 4-3 cellule vegetali.

## Ciclo omotallico
Il ciclo omotallico è un ciclo vitale nel quale il gametofito possiede organi maschili e femminili, la cui riproduzione sessuale può avvenire accoppiando individui dello stesso clone.